# Won Hye-kyung
Wo Hye-kyung (kor. 원혜경; ur. 14 października 1979 w Seulu) – południowokoreańska łyżwiarka szybka, specjalizująca się w short tracku, dwukrotna mistrzyni olimpijska w sztafecie (1994, 1998), brązowa medalistka olimpijska w biegu na 1000 m (1998).
Uczestniczyła w dwóch zimowych igrzyskach olimpijskich. W 1994 roku w Lillehammer, w wieku niespełna 15 lat, wystąpiła w trzech konkurencjach. W sztafecie, w której wystąpiła wspólnie z Chun Lee-kyung, An Sang-mi i Kim Yun-mi, zdobyła złoty medal. W biegu na 500 metrów zajęła czwarte, a na 1000 metrów dziewiąte miejsce.
Na igrzyskach w Nagano zdobyła dwa medale. W rywalizacji indywidualnej na 1000 metrów wywalczyła brąz, zajmując trzecie miejsce finale za Chun Lee-kyung i Yang Yang. W sztafecie, wspólnie z Chun Lee-kyung, An Sang-mi i Kim Yun-mi, ponownie została mistrzynią olimpijską.